# Jean-Lin Lacapelle
Jean-Lin Lacapelle (ur. 17 kwietnia 1967 w Lyonie) – francuski polityk i samorządowiec, w latach 2016–2018 zastępca sekretarza generalnego Frontu Narodowego, poseł do Parlamentu Europejskiego IX kadencji.

## Życiorys
Zawodowo związany z sektorem prywatnym, był zatrudniony w koncernach Danone, Cadbury i L’Oréal, w tym jako dyrektor handlowy.
Od lat 80. związany z Frontem Narodowym (partii w 2018 przekształconej w Zjednoczenie Narodowe). W latach 1998–2010 zasiadał w radzie Regionu Centralnego. Działał w kierownictwie „Générations Le Pen”, środowiska politycznego wspierającego Marine Le Pen. Dla objęcia wyższych stanowisk menedżerskich w 2010 czasowo zrezygnował z aktywności politycznej. Powrócił do niej w 2015, został wówczas wybrany na radnego regionu Île-de-France. Stał się jednym z najbliższych współpracowników liderki FN. W styczniu 2016 został zastępcą sekretarza generalnego swojego ugrupowania. Pełnił tę funkcję do marca 2018, wszedł wówczas w skład nowego biura krajowego.
W wyborach w 2019 kandydował na deputowanego do PE IX kadencji. Uzyskał mandat poselski, jednak jego objęcie zostało zawieszone do czasu brexitu. W PE ostatecznie zasiadł w lutym 2020.